# کلاید هیل (واشینگتن)
کلاید هیل (به انگلیسی: Clyde Hill) شهری در شهرستان کینگ ایالت واشنگتن است که در سرشماری سال ۲۰۱۰ میلادی، ۲۹۸۴ نفر جمعیت داشته است.